# جردن گاواریس
جردن گاواریس (انگلیسی: Jordan Gavaris؛ زادهٔ ۲۵ سپتامبر ۱۹۸۹) بازیگر اهل کانادا است.
از فیلم‌ها یا برنامه‌های تلویزیونی که او در آن نقش داشته‌، می‌توان به نفرین چاکی اشاره کرد.